# Corynorhinus
A Corynorhinus az emlősök (Mammalia) osztályának a denevérek (Chiroptera) rendjéhez, ezen belül a kis denevérek (Microchiroptera) alrendjéhez és a simaorrú denevérek (Vespertilionidae) családjához tartozó nem.

## Tudnivalók
A Corynorhinus-fajok korábban a Plecotus nembe tartoztak. Mindegyik faj Észak-Amerika területén honos.

## Rendszerezés
A nembe az alábbi 3 faj tartozik:
- mexikói hosszúfülű-denevér (Corynorhinus mexicanus) - korábban Plecotus mexicanus
- Rafinesque-hosszúfülűdenevér (Corynorhinus rafinesquii) típusfaj - korábban Plecotus rafinesquii
- virginiai nagyfülű denevér (Corynorhinus townsendii) - korábban Plecotus townsendii